# Johannes Gistadius
Johannes Gistadius, född 1656 i Ödeshögs församling, Östergötlands län, död 22 augusti 1706 i Häradshammars församling, Östergötlands län, var en svensk präst.

## Biografi
Johannes Gistadius föddes 1656 i Ödeshögs församling. Han var son till kyrkoherden Johannes Olavi Gistadius i Trehörna församling. Gistadius blev 4 oktober 1680 student vid Uppsala universitet och prästvigdes 17 december 1686. Han blev 1688 komminister i Maria Magdalena församling, Stockholm och 1701 kyrkoherde i Häradshammars församling. Gistadius avled 1706 i Häradshammars församling.

### Familj
Gistadius gifte sig 17 oktober 1686 med Annika Bjugg (född 1666). Hon var dotter till kyrkoherden Petrus Johannis Bjugg i Linderås församling.